# کریس اکونوماکی
کریستوفر "کریس" کنستانتین اکونوماکی (انگلیسی: Christopher "Chris" Constantine Economaki؛ زادهٔ ۱۵ اکتبر ۱۹۲۰ – درگذشتهٔ ۲۸ سپتامبر ۲۰۱۲) مفسر ورزش‌های موتوری، گزارشگر حاضر در مسیر پیت مسابقات اتومبیل‌رانی، و روزنامه‌نگار اهل ایالات متحده آمریکا بود. به اکونوماکی لقب «ریش‌سفید ژورنالیسم ورزش‌های موتوری آمریکایی» داده‌شده‌بود، و مایکروسافت او را به‌عنوان نویسندهٔ بخش تاریخ مسابقات اتومبیل‌رانی در دانشنامهٔ انکارتا برگزیده‌بود.